# Salpinia aurescens
Salpinia aurescens är en skalbaggsart som beskrevs av Holzschuh 2008. Salpinia aurescens ingår i släktet Salpinia och familjen långhorningar. Inga underarter finns listade i Catalogue of Life.